# Кузнецова, Мария Михайловна
Мария Михайловна Кузнецова (14 апреля 1918 — 12 октября 1990) была советским лётчиком-истребителем. Летала в женском 586-м истребительном авиационном полку, но позже была переведена в 437-й истребительный авиационный полк вместе с Екатериной Будановой, Лидией Литвяк и несколькими другими членами подразделения в сентябре 1942 года. Она не стала асом, хотя в отличие от многих её коллег прошла Сталинградскую битву.

## Гражданская жизнь
Родилась 4 апреля 1918 года в русской крестьянской семье в селе Язвищи. Летать она начала в возрасте 18 лет. Её отец был арестован во время Красного террора в 1937 году. Из-за отметки об аресте отца в личном деле её несколько раз выгоняли из лётной подготовки, с формулировкой дочь «врага России». Друзья поддержали Марию Михайловну и выступили от её имени и сумели убедить директора лётного училища позволить ей остаться. После войны она вышла замуж за Владимира Павловича Жукотского, командира 802-го истребительного авиационного полк.

## Вторая мировая война
После перевода в Красную Армию в октябре 1941 года она начала обучение в военном авиационном училище Энгельса, затем её не направили в 586-й истребительный авиационный полк для защиты стратегических объектов в Саратове от немецких бомбардировщиков. В сентябре 1942 года Мария Михайловна была переведена в 437-й истребительный авиационный полк вместе с Екатериной Будановой, Лидией Литвяк и Раисой Беляевой. Причины перевода лётчиц до сих пор оспариваются историками, начиная от потребности в опытных лётчиках в Сталинградской битве и заканчивая желанием командира Тамары Казариновой избавиться от пилотов, которые жаловались на неё. После войны Кузнецова дала интервью Энн Ноггл, в котором утверждала, что в ходе сражений сбила три вражеских самолёта, в том числе Ju-87 и Ju-88, но в её наградных листах и полковых документах нет подтверждения этому. Зато подтверждено, что она совершила более 100 боевых вылетов, защищая стратегически важные объекты и сопровождая транспортный самолёт Ли-2. После службы в основном мужском истребительном авиационном полку в Сталинграде она не хотела возвращаться в своё первоначальное подразделение, 586-й истребительный авиационный полк, потому что это была часть ПВО, которая участвовала в менее напряжённых боях. Но она была вынуждена сделать это под угрозой суда, в противном случае её обвинили бы в дезертирстве. Во время войны газета «Сталинский сокол» нe раз упоминала про неё, а также про Литвяк и Буданову.

## Награды
За время службы Мария Михайловна удостоилась следующих наград:
- двух Орденов Отечественной войны 2-й степени (21 февраля 1944 и 1985)
- Ордена Красной звезды (28 сентября 1944)
- походных и юбилейных медалей[5][10][11]